# 狼号鱼雷艇
狼号（德語：Wolf）是德国国家海军暨战争海军于1920年代中期建造的六艘1924（猛兽）级鱼雷艇的首艇。它曾在1930年代末的西班牙内战期间多次执行不干预巡逻任务。二战爆发后，该艇又在1940年挪威战役占领卑尔根的行动中发挥了次要作用。4月下旬，狼号协助布雷舰执行过一次布雷任务，然后开始接受改装直到8月。它于9月左右移驻德占法国，在英吉利海峡展开进攻性巡逻，并自行布设雷区。至1941年1月，该艇在执行类似任务的途中不慎触雷沉没。

## 设计及装备
猛兽级鱼雷艇的设计源自前级猛禽级，其体型稍大、速度略快，但武器装备类似。狼号的水线长和全长分别为89米和92.6米，有8.65米的舷宽以及平均3.65米吃水深度；设计排水量为933吨，满载时则可达1,320吨。它由两台布朗-博韦里齿轮传动蒸汽轮机提供动力，各负责驱动一副直径为2.35米的三叶螺旋桨。过热蒸汽则由三台燃油水管锅炉供应，这使得它在23,000匹軸馬力（17,000千瓦特）额定功率下的设计航速为34節（63每小時）。该艇最多可贮存338吨燃料油，能够以17節（31每小時）的速度的巡航1,997海里（3,698）。艇只的标准船员编制为4名军官和125名水兵。
竣工时，猛兽级艇装备有三门105毫米28倍径速射炮作为主炮，一门位于艇艏前部，两门位于艇艉后部，从艏到艉依次编为1至3号炮。它们还在两座水面三联装挂架上安装有六具500毫米鱼雷发射管，并可携带多达30枚水雷。1931年后，这些鱼雷发射管被533毫米管取代，并增加了一对20毫米30式高射炮。

## 建造及服役
狼号自1927年3月8日起与姊妹艇鸡貂号一起在威廉港的国家海军造船厂铺设龙骨，建造序列为109。两艘艇均于同年10月12日下水，由已退役的狼号辅助巡洋舰舰长、原海军上校卡尔·奥古斯特·内格发表下水演说，并由前副舰长布兰德斯的遗孀为新艇命名。1928年11月15日投运后，狼号接替海雕号成为第2鱼雷艇半区舰队（2. Torpedoboots-Halbflottille）的领舰。海试一直持续到1929年1月，之后它跟随舰队参加4月至5月的大西洋训练巡航。期间该艇曾经停西班牙港口卡拉米尼亚尔和塞维利亚。同年夏天，狼号还造访了荷兰鹿特丹和瑞典斯德哥尔摩。1930年，它在参加了4月至6月前往地中海的舰队巡航后，于8月30日因大修而停运，其阵中的位置则由海鸥号取代。
1932年2月6日，狼号重新投运。它于1933年夏天参加了舰队的波罗的海训练巡航之旅，并分别到访赫尔辛基和里加。1934年，该艇又前往瑞典进行训练。在1936年到1939年的西班牙内战期间，狼号曾三度被部署至西班牙沿岸执行不干预巡逻。第一次任务从1936年8月持续至10月，第二次则计划从12月1日持续至19日。但在11月19日出发前往西班牙途中，狼号的舵受损，不得不在布雷斯特接受紧急维修。它于1937年6月30日再度停运，并在同年12月9日重新投运后一直充当训练艇。1938年2月，该艇被编入第3鱼雷艇半区舰队，与姊妹艇虎号和鸡貂号一起第三度被派往西班牙海域，以接替在当地巡逻的第4半区舰队。同年7月返回德国后，第3半区舰队重组为第6鱼雷艇区舰队，进而于1939年3月与其它半区舰队共同参与了梅默尔领地的重新整合行动。

### 第二次世界大战
与其它同级艇一样，狼号在战争爆发之初的主要任务是为布雷舰在北海布设防御性雷区提供支援。1940年10月17日至19日，它与姊妹艇鸡貂号、豹号以及三艘驱逐舰在斯卡格拉克海峡巡逻，以检查中立国船只是否有搭载违禁品。11月13日，该艇担当轻巡洋舰科隆号和纽伦堡号的护航，而这两艘巡洋舰则为前往泰晤士河口执行布雷任务的驱逐舰提供支援。五天后，狼号又陪同莱比锡号与三艘从亨伯河口返回的驱逐舰会合。第6区舰队还于11月24日至25日在斯卡格拉克海峡执行了另一次违禁品巡逻。
在1940年4月“威悉演习行动”的挪威战役期间，狼号被编入海军少将胡贝特·施蒙特（旗舰为科隆号）麾下的第三集群，任务是攻占卑尔根港湾。在库克斯港接载了入侵部队士兵后，它与快速攻击艇护航舰卡尔·彼得斯号于4月8日独立前往与第三集群余部会合。施蒙特的舰艇接到命令，必须在4月9日黎明前登陆，于是它们于午夜时分驶入科斯峡湾。不久之后，一艘挪威巡逻艇发现了它们，并向挪威的岸防部队发出了警报。在接受识别时，所有舰艇都发出闪光信号，假扮它们是英国船只，但挪威人并没有被愚弄。施蒙特命令豹号在他于凌晨04:00左右进入通往卑尔根的城市峡湾之前担任领头舰。岸上的克法芬炮台率先开火，然后是赫仑炮台，但它们均未击中领头舰，直到04:13目送德国人驶入卑尔根港湾，进而开始登陆其部队。
施蒙特考虑到他的轻型部队可能会遭到据报在北海活动的众多英国舰艇的反击，且它们也在英国轰炸机的巡航范围内，遂于4月9日傍晚率领科隆号、狼号和豹号离港。鱼雷艇在通过峡湾的过程中投下扫雷 (水雷)装置，切断了两枚浮出水面的水雷锚索。当收到有关英国舰艇出没在挪威海岸附近的进一步报告后，施蒙特担心自己可能会遭拦截，于是带领其部队驶入毛朗厄尔峡湾，并于凌晨02:00锚泊在那里。待夜幕再度降临时，施蒙特启程归国，并于次日晚上抵达威廉港。4月下旬，在狼号、鱼雷艇神鹫号、海鸥号和两艘驱逐舰的护送下，一队布雷舰于29日至30日在斯卡格拉克海峡布下雷区。途中，豹号遭布雷舰普鲁士号意外撞沉。从5月至8月，狼号在斯德丁进行了改装。
重新投运的狼号被编入第5鱼雷艇区舰队，于9月29日至29日护送布雷舰斯卡格拉克号和施特拉尔松德号从德占法国的勒阿弗尔前往布雷斯特。区舰队于10月8日至9日在怀特岛附近执行了一次无功而返的出击。它们在10月11日至12日的第二次出击则有所收获，击沉了两艘自由法国猎潜舰和两艘英国武装拖网船。当月下旬，第5区舰队移驻圣纳泽尔。1941年1月7日至8日夜间，狼号在多佛尔附近海域参加了另一项代号为“雷纳特行动”的布雷行动。但在返程途中，该艇于8日11:50在敦刻尔克附近的51°05′N 02°08′E / 51.083°N 2.133°E处触雷沉没，共45名船员丧生。